# Джалакудуцький район

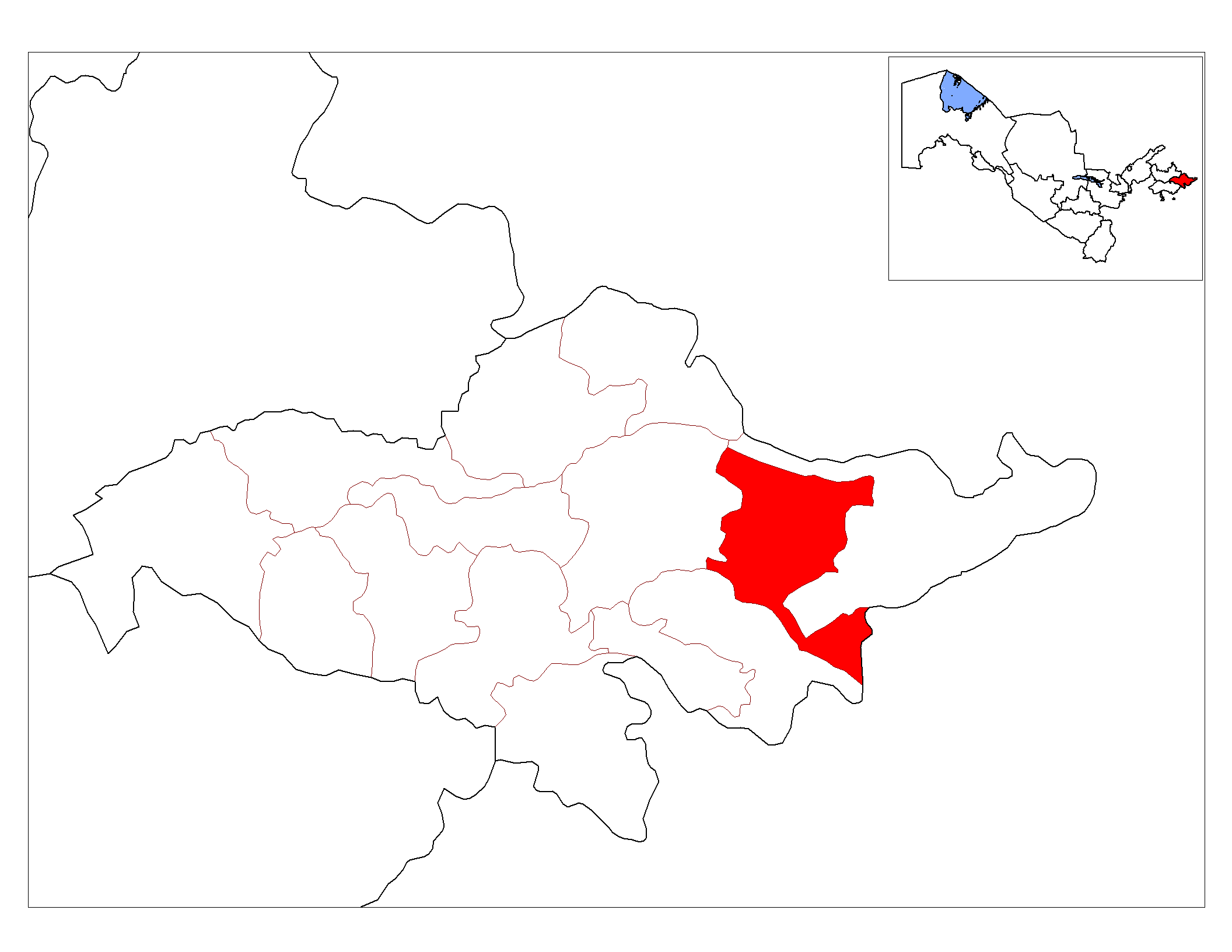
Розташування району на карті області

Джалакуду́цький район (до 2015 року — Джалалкудуцький район; узб. Жалақудуқ тумани, Jalaquduq tumani) — район Андижанської області Узбекистану. Розташований в північно-східній її частині. Адміністративний центр — місто Джалакудук.
Площа району становить 370 км². Населення становить 146,5 тис. осіб, в основному узбеки. Щільність населення становить 397 чол./км².

## Історія
29 вересня 1926 року утворений Джалял-Кудуцький район з центром в Суфі-Кишлаку.
24 грудня 1962 року ліквідований з приєднанням території до Ходжаабадського району.
12 квітня 1973 року відновлений під назвою Джалалкудуцький район.
Через те, що на території району випадає багато опадів, тут здавна зростає очерет та тугай. Про походження назви від слова желе або желак існують легенди. В минулому місцеве населення ловило тут рибу, кидаючи в заури, джерела та криниці сітки (жела). Криниці (кудук), в які кидали сітки, стали називати желакудук. Потім вимова слова трансформувалась в жалакудук або жалолкудук, що і дало назву району.
У районі збереглись 11 археологічних вершин, 5 архітектурних пам'ятників. Далварзінтепа, Коратепа, Ешонота та Кілічмозор відносяться до найдавніших археологічних пам'ятників, Тошмечеть — приклад національної архітектури. Місцеве населення на початку VIII століття суттєво опиралось арабам на чолі з Кутейбою ібн Муслімом. У 715 році Кутейба був вбитий своїми воїнами за відмову підкоритись халіфу Сулейману. Історик Наршахі стверджує, що могила Кутейби знаходиться в селі Кох. Цвинтар біля села називався «Работі-Сарханг», а нині «Мозорбува».

## Природа
Рельєф району складається з низовин, височин та адирів.
Клімат різко континентальний. Пересічні температури липня +27 °C, січня −3 °C. Вегетаційний період становить 160–180 днів. За рік випадає в середньому до 250 мм опадів.
Територією району протікають річки Карадар'я та Андижансай (3,5 км). Є канали Шахрихансай та Савай.
Ґрунти представлені світлими сіроземами.
На адирах зростають ефемерні рослини. На цілинних ділянках — полин та лебеда.

## Адміністративний поділ
Станом на 1 січня 2011 року до складу району входили 1 місто (Ахунбабаєв), 7 міських селищ і 8 сільських сходів громадян.
Міські селища:
- Аїм
- Бештал
- Джалалкудук
- Коштепа
- Кукалан
- Південний Аламушук
- Яркишлак

Сільські сходи громадян:
- Абдуллабій
- Аїм
- Бештал
- Ґулістан (кол. Колхозкишлак)
- Джалалкудук
- Катартал
- Тешикташ
- Яркишлак